# Heinz Rebellius
Heinz Rebellius (* 26. August 1954 in Kyllburg) ist ein deutscher Musiker, Journalist, Redakteur und Buchautor.

## Ausbildung
Rebellius studierte ab 1974 in Berlin Landschaftsplanung. Nach dem Studienabschluss wurde er Profimusiker und zog 1979 nach Cloppenburg.
2002 absolvierte er eine Ausbildung in der Klangmassage nach Peter Hess. 2005 schloss er die Ausbildung zum staatlich geprüften Heilpraktiker für Psychotherapie ab. Er ist verheiratet und hat drei Kinder.

## Musikalisches Wirken
In den 1980er Jahren spielte Rebellius in Musikprojekten verschiedener Genres. 1984 wurde er Mitglied der New-Wave-Band Surplus Stock, die 1979 von dem ehemaligen DAF-Manager Bob Giddens gegründet wurde. Mit ihm und dessen Manager Gisbert Wegener gründete Rebellius 1986 die Rockband Cliff Barnes and the Fear of Winning. Zweimal nahm Rebellius mit der Band am Festival South by Southwest in Austin (USA) teil und tourte mit ihr durch Texas.
1992 wurde Rebellius von Phillip Boa engagiert, um auf dem 1993 veröffentlichten Album „Boaphenia“ von Philipp Boa & the Voodooclub Bass zu spielen. 1994 gründeten Giddens und Rebellius die Band Illegal Artists und 2009 Artland Country Club. 2011 gründete er seine eigene Band Rebellius, 2012 und 2014 co-produzierte er die ersten drei Alben der Musikerin Luca und spielte Gitarren- und Bassspuren dieser Alben ein.
Im Jahr 2016 taten sich Giddens und Rebellius wieder zusammen, um ein weiteres Album von Cliff Barnes and the Fear of Winning zu veröffentlichen und Konzerte zu spielen. 2017 wurden Rebellius, Giddens und seine Band vom Deutschen Pavillon zur Expo 2017 in Astana (Kasachstan) eingeladen, um dort 20 Shows in zehn Tagen zu spielen. Die Einladung erfolgte wegen eines originellen umweltfreundlichen Bandkonzepts: Rebellius und Giddens hatten ein System entwickelt, bei dem der Strom für ihre Konzerte von vier getretenen Fahrrädern erzeugt wurde, und ließen während eines Auftritts jeweils vier Besucher aus dem Publikum die Fahrräder treten.
Zusammen mit seiner Frau Sigrid und dem gemeinsamen Sohn Jonny spielte Rebellius zwischen 2010 und 2015 das eigene Programm „Sehnsucht nach der Ferne“, in dem das Leben des Auswanderers Hermann Ellerlage, einem Großonkel von Sigrid Rebellius, in Liedern und Auszügen aus seinen zahlreichen Briefen nacherzählt wurde. 2017 gewann Rebellius mit der Osnabrücker Experimentalformation Das Blaue Palais jeweils in den Kategorien Trance, Filmmusik und New Age den ersten Preis des Deutschen Rock- und Popmusikerverbands.

## Autorentätigkeit
Seit 1985 ist Rebellius auch als Journalist tätig. Er war 1986 Gründer und Chefredakteur des Musikermagazins Solo und 1994 ebenso Gründer und Herausgeber des Fachmagazins Akustik Gitarre. 1987 zog er nach Osnabrück und 1992 nach Bissendorf bei Osnabrück.
Bis 1998 leitete er auch die Verlags- und Marketingabteilung des Musikaliengroßhandels Musik Produktiv. Seitdem arbeitete er freischaffend als Musiker, Redakteur und Journalist, vor allem beim MM-Musik-Media-Verlag in Köln, von 2000 bis 2017 speziell als Redakteur des Magazins Gitarre & Bass.
2001 verfasste er zusammen mit Paul Day und André Waldenmaier das Buch E-Gitarren: Alles über Konstruktion und Historie, das er herausgab. 2004 gab er mit dem Bluesgitarristen Todor Todorovic ein Buch über dessen Band Blues Company heraus.
Seit 2021 betreibt Rebellius seinen Blog „Gitarrenmensch“. Im Mittelpunkt stehen hier gitarrenhistorische Artikel, ergänzt durch Interviews mit Musikern und Instrumentenherstellern sowie Testberichte über Musik-Equipment.

## Instrumentenbau und -vertrieb
1997 bis 2000 gründete und führte Rebellius den Gitarrenladen Guitardome in Bissendorf, aus dem das gleichnamige Internetportal (ein Kleinanzeigenmarkt) entstand. Bis Ende 2012 führte er den Vorgängerladen als Geschäftsführer.
2010 gründete Rebellius den Internetshop Guitar Wash, der vorwiegend Gitarren und Effektpedale seiner Eigenmarken Bleeding Cowboys und Twangtone anbot. Der Shop bestand bis 2017. In den sogenannten Twangtone Pedal- und Twangtone Guitar-Reihen erschienen Effektpedale und Gitarren, die nach Ideen und Vorgaben von Rebellius in Zusammenarbeit mit verschiedenen Elektronikfirmen und Gitarrenbauern entstehen. Unter anderem ließ er vom Berliner Gitarrenbauer Frank Deimel (Deimel Guitarworks) für den VfL Osnabrück eine Gitarre aus dem Holz der Nordtribüne des VfL-Stadions Bremer Brücke in Osnabrück bauen.
Von 2017 bis 2021 zog Rebellius nach Hannover, um bei Duesenberg Guitars die Artist-Relations-Abteilung zu leiten. Danach ging er zurück nach Osnabrück, wo er als freischaffender Journalist und Musiker wirkt und arbeitet.

## Veranstaltungen
Von 2009 bis 2016 veranstaltete Rebellius eine monatliche Konzertreihe, die er moderierte.
2015 fotografierte die Hamburger Fotografin Konstanze Habermann Rebellius als „Magnetmensch“ für die Installation Browsky Palace. Im Frühjahr 2021 wurde Rebellius im Rahmen des Projekts „99 Künstler“ von dem Fotografen Wolfgang Weßling und dem Texter Jürgen Rasch porträtiert.
Im Mai 2021 organisierte Rebellius zum 80. Geburtstag von Bob Dylan die Aktion „OS goes Dylan“: Er rief Osnabrücker Musikerinnen und Musiker dazu auf, eigene Versionen von Bob-Dylan-Songs aufzunehmen und einzuschicken. Am 24. Mai 2021, Bob Dylans Geburtstag, veröffentlichte das Musikbüro Osnabrück alle bis dahin eingesandten Musikvideos auf seinem Videokanal. Im August 2021 interviewte Rebellius zusammen mit dem Zeitungsredakteur Werner Hülsmann für den Osnabrücker Sender Osradio 104,8 den BAP-Sänger Wolfgang Niedecken zum Thema Bob Dylan. 
Im Februar 2022 setzte Rebellius die "OS-goes"-Reihe mit "Os goes Cash" fort - 69 Videos wurden von der Osnabrücker Musikszene eingesandt und am 26. Februar, dem Tag, an dem der 90. Geburtstag von Johnny Cash gewesen wäre. Johnny Cashs Tochter Rosanne Cash schickte eine Video-Botschaft, in der sie Rebellius und der Osnabrücker Szene dankte. 
Im Januar 2024 veranstaltete Rebellius anlässlich des 50-jährigen Band-Jubiläums der Band The Ramones eine weitere "OS-goes"-Aktion. Die Osnabrücker Video-Interpretationen von "OS goes Ramones" erschienen am 28. Januar 2024.

## Ehrungen
Am 14. Juni 2024 wurde Rebellius vom Landschaftsverband Osnabrücker Land für seine Arbeit als Netzwerker, Musiker, Musikjournalist und -produzent, kreativer Vernetzer und Ideengeber mit der so genannten "Auszeichnung 2024" geehrt. Überreicht wurde ein Preisobjekt, das der Osnabrücker Künstler Jakob Bartnik für den Landschaftsverband entworfen hatte.

## Diskografie
| Jahr | Titel                                          | Band/Projekt                         | Anmerkungen                         |
| ---- | ---------------------------------------------- | ------------------------------------ | ----------------------------------- |
| 1984 | Maverick Intention                             | Surplus Stock                        | Vinyl                               |
| 1985 | We Love You - Thanks for all the Flowers       | Surplus Stock                        | Vinyl                               |
| 1986 | Nancie & Ronnie                                | Cliff Barnes and the Fear of Winning | 7"-Single Vinyl                     |
| 1987 | The Record that Took 300 Million Years to Make | Cliff Barnes and the Fear of Winning | CD und Vinyl                        |
| 1988 | Spike                                          | Cliff Barnes and the Fear of Winning | CD und Vinyl                        |
| 1988 | Whola Lotta Love                               | Cliff Barnes and the Fear of Winning | 12"-Maxi Vinyl                      |
| 1989 | Cliff Barnes and the Fear of Winning           | Cliff Barnes and the Fear of Winning | Vinyl, nur in der EX-DDR erschienen |
| 1989 | Momma                                          | Cliff Barnes and the Fear of Winning | 12"-Maxi Vinyl                      |
| 1990 | Guns, Love and a Cactus in your Heart          | Cliff Barnes and the Fear of Winning | CD und Vinyl                        |
| 1990 | Love on it’s Knees                             | Cliff Barnes and the Fear of Winning | 7"-Single Vinyl                     |
| 1991 | Live from the World                            | Cliff Barnes and the Fear of Winning | CD und Vinyl                        |
| 1993 | Three Songs for Weddings and Funerals          | The Illegal Artists EP               | CD                                  |
| 1993 | Songs for Weddings and Funerals                | The Illegal Artists                  | CD und Digital                      |
| 2000 | Whole Lotta Love                               | Cliff Barnes and the Fear of Winning | Mini-CD                             |
| 2010 | Rust & Dirt                                    | Artland Country Club                 | CD und Digital                      |
| 2011 | Signale                                        | Rebellius                            | EP, CD und Digital                  |
| 2012 | I Don´t Think So                               | Luca                                 | CD                                  |
| 2014 | Tiefseetaucher                                 | Luca                                 | CD und Digital                      |
| 2015 | Sleepless                                      | Luca                                 | CD und Digital                      |
| 2016 | World2Hot                                      | Cliff Barnes and the Fear of Winning | CD und Digital                      |
| 2024 | 1990                                           | Rebellius                            | CD                                  |

## Veröffentlichungen
- Paul Day, André Waldenmaier, Heinz Rebellius: E-Gitarren: Alles über Konstruktion und Historie. Carstensen Verlag, München 2001, ISBN 3-91009-820-7.
- Todor Todorovic, Heinz Rebellius (Hrsg.): On the Road again. 30 Jahre Blues Company. Unterwegs im Namen des Blues. Books on Demand, Norderstedt 2004, ISBN 3-83341-867-2.